# Shin Shunkaden
Shin Shunkaden (新・春香伝, Shin Shunka-den) est un manga de CLAMP (dessins de Mokona Apapa et scénario de Nanase Ōkawa) publié au Japon chez Hakusensha en 1992 et en français par Glénat en 2005.

## Histoire
L'histoire se déroule en Corée, pays qui recense plus de 300 villes et villages, tous régis par le gouvernement central appelé « chunan ».
Pour chaque ville et village, le « chunan » désigne un « ryanban » pour gouverner.
Les gouverneurs choisis par le « chunan » sont supposés intègres mais il est un tout petit village où le « ryanban » accable le peuple d'impôts et punit de mort tous ceux qui tentent de s'opposer à lui.
Le seul espoir est la venue de L'Aménosa (angio-onshi coréen).

## Personnages principaux
- Chunyan (春香, Chun'yan?) : fille de Myon Fa, elle excelle dans le domaine de l'occultisme et du combat.
- Muron (夢龍, Muron?) : personnage très secret, puissant magicien et fort guerrier, il a un faible pour Chunyan.
- Myon Fa (明華, Myonfa?) : la plus grande prêtresse de Corée, elle sait créer des médicaments miraculeux.